# Småskär
Småskär is een Zweeds eiland behorend tot de Lule-archipel; het ligt aan de oostkant van de archipel. Het heeft geen permanente bewoning en er is geen oeververbinding. In de zomer kunnen toeristen huisjes huren op het eiland. Men moet dan met de boot vanuit Luleå aankomen / vertrekken. Er zijn geen wegen op het eiland; er zijn slechts voetpaden. Een deel van het eiland is beschermd gebied voor vogels. In vroeger tijden bestond het uit minstens drie aparte eilanden; het zuidoostelijke Småskär (klein eiland); in het noorden Småskären en Vitfågelskären in het zuidwesten.
Er is een kapel uit ongeveer 1725 en dat is de oudste van de archipel.